# Horișnea Slobidka, Monastîrîska
Horișnea Slobidka (în ucraineană Горішня Слобідка) este localitatea de reședință a comunei Horișnea Slobidka din raionul Monastîrîska, regiunea Ternopil, Ucraina.

## Demografie
Componența lingvistică a localității Horișnea Slobidka
     Ucraineană (99,74%)
     Alte limbi (0,26%)
Conform recensământului din 2001, majoritatea populației localității Horișnea Slobidka era vorbitoare de ucraineană (99,74%), existând în minoritate și vorbitori de alte limbi.